# Zorra Total
Zorra Total foi um programa de televisão humorístico brasileiro produzido pela TV Globo e exibido de 25 de março de 1999 a 2 de maio de 2015. O programa foi produzido até 2014, e seu último episódio inédito foi ao ar em 27 de dezembro, último sábado desse mesmo ano. A emissora exibia reprises do programa, enquanto preparava uma nova temporada chamada apenas de Zorra, que estreou em maio de 2015. A emissora manteve o nome Zorra no novo programa por ele ter um forte apelo com o público e os anunciantes.
Por 15 anos, o programa sabatino foi dirigido por Maurício Sherman, tendo depois como diretor de núcleo Maurício Farias e supervisor de texto Marcius Melhem, que prometeram uma reformulação geral nos quadros e formato do programa, com a intenção de elevar os números de audiência e qualidade de conteúdo. Foi transmitido semanalmente aos sábados à noite. O programa, que durava cerca de uma hora, foi composto por várias esquetes humorísticas e paródias realizadas por várias personagens. Em 2006, Zorra Total foi considerado como o segundo programa de televisão humorístico brasileiro com o maior público, atrás apenas da série de televisão A Grande Família.
Contou com as atuações de Rodrigo Sant'Anna, Thalita Carauta, Fabiana Karla, Katiuscia Canoro, Nelson Freitas e Paulo Silvino nos papeis principais.

## História
Apesar de ter sido produzido como uma tradicional atração das noites de sábado, sua estreia deu-se em março de 1999 nas noites de quinta-feira, das 22h00 às 23h10. Permaneceu neste horário até maio do mesmo ano, quando foi substituído pelo jornalístico Linha Direta.
Após várias mudanças e ajustes no elenco e no horário, assumiu finalmente as noites de sábado, onde se tornou um campeão de audiência. No início os quadros eram protagonizados por grandes estrelas do humor da Rede Globo, como Claudia Jimenez, Andrea Beltrão, Denise Fraga, Pedro Cardoso, Chico Anysio e até mesmo Renato Aragão (Didi Mocó), que havia retornado a emissora em 1998 no humorístico dominical A Turma do Didi.
A disparidade entre os tipos de humor produzido foi sendo reduzida com a entrada de Maurício Sherman, que assumiu a direção e popularizou a atração, retirando quadros considerados "elitistas". Assim, Denise Fraga e Andréa Beltrão tiveram seus quadros transferidos para o Fantástico (respectivamente o "Retrato Falado" e a "Garota TPM"), Pedro Cardoso teve a exibição de seus quadros suspensos e o programa estreou novas atrações e antigas personagens, como o porteiro "Severino", interpretado por Paulo Silvino; ou o nervoso "Saraiva", desta vez a cargo de Francisco Milani. A Escolinha do Professor Raimundo, comandada por Chico Anysio, também chegou a ter um revival em um dos quadros apresentados no programa.
Em 2003, o programa ganhou as feições de um edifício, uma espécie de "homenagem" do diretor Maurício Sherman ao memorável programa Balança Mas Não Cai. Curiosamente, o projeto de remake do programa foi rejeitado pela direção da emissora.
Os dez anos de exibição do programa foram comemorados em 2009 com a produção de um especial com os melhores momentos do humorístico, posteriormente lançado em um DVD com três horas de duração.
Em 2011 houve a estreia do quadro "Metrô Zorra Brasil", em que Valéria (Rodrigo Sant'Anna) e Janete (Thalita Carauta) são as protagonistas, sendo que a abertura do programa foi modificada.
Em julho de 2013 estreou o quadro "Cabaré da Lady Kate", causando uma grande rejeição do público e, consequentemente, queda de audiência. O diretor Mauricio Sherman cancelou o Cabaret, substituindo por "Zorra City", uma cidade fictícia onde acontece o encontro de várias personagens do programa.
Todavia, a mudança desagradou a muitos telespectadores e não ajudou a reverter o desgaste na fórmula do programa, que já não possuía mais tantos fãs como antigos humorísticos da Rede Globo, como Toma Lá, Dá Cá, Sai de Baixo, A Diarista, Escolinha do Professor Raimundo e Os Normais, por exemplo.
Em 2014, o programa estreou um novo quadro, o "Ônibus na Marginal Parada", que se passava num ônibus lotado e preso no trânsito, de onde nunca saíam devido ao congestionamento. Lá, a motorista Soninha e o cobrador Cleosvaldo divertiam-se com as diferentes histórias dos passageiros.
Em 2013 e 2014, entraram novos atores no programa, por meio do Ônibus na Marginal Parada e Zorra City. Tadeu Mello foi um dos nomes que migrou de Aventuras do Didi, por causa do seu fim, para o Zorra Total, além de atores estreantes na TV. Mesmo assim a mudança foi em vão, com os números da audiência bem baixos.
Em junho de 2014, Maurício Sherman foi afastado do comando do programa, que passou a ser comandado por Maurício Farias. Ele realizou grandes mudanças, desde a inserção de novos quadros até uma nova equipe de redação. A partir de 9 de maio de 2015, o programa passou a se chamar apenas Zorra, mantendo parte do elenco do antigo Zorra Total.

## Reprise
Está sendo reprisado no canal Viva desde 13 de julho de 2016.

## Elenco

### Temporada 1999
| Ator / Atriz      | Personagem                                                              |
| ----------------- | ----------------------------------------------------------------------- |
| André Lucas       | Seu Aranha                                                              |
| Andréa Beltrão    | Garota TPM                                                              |
| Agildo Ribeiro    | Madeira, Ali Babaluf / Manoel / Chapinha / Professor Laércio Fala Claro |
| Ariel Coelho      | Abílio                                                                  |
| Berta Loran       | Sarah Rebeca                                                            |
| Lug de Paula      | Seu Boneco                                                              |
| Chico Anysio      | Professor Raimundo / Alberto Roberto / Painho                           |
| Cláudia Jimenez   | Glorinha                                                                |
| Cláudia Lira      | Maria Aparecida                                                         |
| Cláudia Rodrigues | Ofélia / Sirene                                                         |
| Danielle Winits   | Maria Pia                                                               |
| Denise Fraga      | Vários Personagens                                                      |
| Francisco Milani  | Saraiva / Pedro Pedreira                                                |
| Jorge Dória       | Mateus / Maurição                                                       |
| Lúcio Mauro       | Fernandinho/Da Júlia/Zé das Mulheres                                    |
| Lúcio Mauro Filho | Alfredinho                                                              |
| Marília Pêra      | Elizabeth                                                               |
| Nair Bello        | Santinha                                                                |
| Orlando Drummond  | Seu Peru                                                                |
| Paula Burlamaqui  | Maria de Fátima                                                         |
| Pedro Bismarck    | Nerso da Capitinga                                                      |
| Pedro Cardoso     | Thales                                                                  |
| Renato Aragão     | Didi Mocó                                                               |
| Rogério Cardoso   | Rolando Lero / Epitáfio                                                 |
| Stella Freitas    | Carolina                                                                |
| Viviane Araújo    | Rosinha                                                                 |
| Zezé Macedo       | Dona Bela                                                               |
| Roberto Guilherme | Vários personagens                                                      |
| Ataíde Arcoverde  | Vários personagens                                                      |

### Temporada 2000
| Ator / Atriz      | Personagem                                    |
| ----------------- | --------------------------------------------- |
| Chico Anysio      | Alberto Roberto / Professor Raimundo / Salomé |
| Fafy Siqueira     | Zulmira                                       |
| Heloísa Perissé   | Malu                                          |
| Pedro Bismarck    | Nerso da Capitinga                            |
| Cláudia Rodrigues | Ofélia                                        |
| Paulo Silvino     | Pataco                                        |
| Orlando Drummond  | Taco                                          |
| Agildo Ribeiro    | Aquiles Arquelau                              |
| Pedro Farah       | Múmia Paralítica                              |
| Roberta Close     | Roberta                                       |
| Leandro Hassum    | Da Boina                                      |
| Dedé Santana      | Vários personagens                            |
| Marcos Oliveira   | Vários personagens                            |
| Felipe Wagner     | Vários personagens                            |
| Ataíde Arcoverde  | Vários personagens                            |
| Renato Rabello    | Vários personagens                            |
| Claudia Jimenez   | Grace Kelly                                   |
| Victor Fasano     | Olavinho                                      |

### Temporada 2001
| Ator / Atriz        | Personagem                         |
| ------------------- | ---------------------------------- |
| Daniele Valente     | Bela                               |
| Tom Cavalcante      | Pitbicha                           |
| Heitor Martins      | Pitbitoca                          |
| Paulo Silvino       | Severino / Vira Vira               |
| Marcos Wainberg     | Diretor Sherman                    |
| Pedro Bismarck      | Nerso da Capitinga / Seu Feliciano |
| Luciana Coutinho    | Dona Cadinha                       |
| Lug de Paula        | Calunga                            |
| Leandro Hassum      | Da Boina                           |
| Anselmo Vasconcelos | Vários personagens                 |
| Nelson Freitas      | Vários personagens                 |
| Dedé Santana        | Vários personagens                 |
| Renato Rabello      | Vários personagens                 |
| Fabiana Schunk      | Várias personagens                 |

### Temporada 2002
| Ator / Atriz        | Personagem           |
| ------------------- | -------------------- |
| Heloísa Perissé     | Tati / Laurinha      |
| Ingrid Guimarães    | Leandra Borges (Lê)  |
| Pedro Bismarck      | Nerso da Capitinga   |
| Luciana Coutinho    | Dona Cadinha         |
| Claudia Rodrigues   | Ofélia               |
| Lúcio Mauro         | Fernandinho          |
| Paulo Silvino       | Severino / Vira Vira |
| Nair Bello          | Santinha             |
| Rogério Cardoso     | Epitáfio             |
| José Santa Cruz     | Vários personagens   |
| João Carlos Barroso | Vários personagens   |
| Dedé Santana        | Vários personagens   |
| Eliezer Motta       | Vários personagens   |
| Renato Rabello      | Vários personagens   |
| André Mattos        | Dom João             |
| Yoná Magalhães      | Dona Maria Louca     |
| Alby Ramos          | Fonseca              |
| Nelson Freitas      | Ademar               |

### Temporada 2003
| Ator / Atriz            | Personagem                                         |
| ----------------------- | -------------------------------------------------- |
| Claudia Rodrigues       | Talita / Mary                                      |
| Leandro Hassum          | Jorginho / Dr. Logulo                              |
| Marcius Melhem          | Pedrão                                             |
| Evandro Mesquita        | Maninho                                            |
| Tom Cavalcante          | Ribamar                                            |
| Chico Anysio            | Dr. Rossetti / Januário / Frota Passos Dias Aguiar |
| Nair Bello              | Santinha                                           |
| Rogério Cardoso         | Epitáfio                                           |
| Elias Gleizer           | Genário                                            |
| Heloísa Perissé         | Tati                                               |
| Ingrid Guimarães        | Leandra Borges (Lê)                                |
| Daniele Valente         | Efigênia                                           |
| Zezeh Barbosa           | Valdete                                            |
| Fernando Caruso         | Boquinha                                           |
| Lolita Rodrigues        | Ornela                                             |
| Cláudio Corrêa e Castro | Anacleto                                           |
| Carmen Silva            | Dadá                                               |
| Oswaldo Louzada         | Dedé                                               |
| André Damasceno         | Gavião                                             |
| David Pinheiro          | Vários personagens                                 |

### Temporada 2004
| Ator / Atriz            | Personagem                     |
| ----------------------- | ------------------------------ |
| Jorge Dória             | Síndico Mateus                 |
| Pedro Bismarck          | Das Dores                      |
| Lúcio Mauro             | Ambrósio                       |
| José Santa Cruz         | Costado / Tesourinha           |
| Nair Bello              | Santinha                       |
| Elias Gleizer           | Genário                        |
| Lolita Rodrigues        | Ornela                         |
| Cláudio Corrêa e Castro | Anacleto                       |
| Evandro Mesquita        | Maninho                        |
| Berta Loran             | Mária                          |
| Carmen Silva            | Dadá                           |
| Oswaldo Louzada         | Dedé                           |
| Zezeh Barbosa           | Ieda                           |
| Vanessa Klein           | Mariá                          |
| David Pinheiro          | Tonico                         |
| Chico Anysio            | Azambuja                       |
| Ataíde Arcoverde        | Salsicha                       |
| Tom Cavalcante          | Ribamar / Pitbicha / Canabrava |
| Maria Clara Gueiros     | Laura                          |
| Leandro Hassum          | O Auditor / Jorginho           |
| Marcius Melhem          | Pedrão                         |
| Antônio Pedro           | O Detetive                     |
| Franciely Freduzeski    | Marinara                       |
| Viviane Araújo          | Tetê                           |
| Romeu Evaristo          | Angolano                       |
| Milton Gonçalves        | Campelo                        |
| João Carlos Barroso     | O Marido                       |
| Elaine Mickely          | A Mulher                       |
| Raul Gazolla            | Peçanha                        |
| Alexandra Richter       | Selma                          |
| Cecil Thiré             | Chefe                          |
| Fabiana Karla           | Lucicreide                     |
| Nelson Freitas          | Carretel                       |
| Daniele Valente         | Efigênia / MC Virá             |
| Serjão Loroza           | Pancadão                       |
| Fernando Caruso         | Boquinha                       |

### Temporada 2005
| Ator / Atriz            | Personagem                  |
| ----------------------- | --------------------------- |
| Fabiana Karla           | Gislaine                    |
| Agildo Ribeiro          | Babaluf                     |
| José Santa Cruz         | Manoelito, o garçom         |
| Francisco Milani        | Pão Duro                    |
| Nair Bello              | Santinha                    |
| Elias Gleizer           | Genário                     |
| Lolita Rodrigues        | Ornela                      |
| Cláudio Corrêa e Castro | Anacleto                    |
| Evandro Mesquita        | Maninho                     |
| Maria Clara Gueiros     | Clícia                      |
| Milton Gonçalves        | Campelo                     |
| Alexandra Richter       | Selma                       |
| Nelson Freitas          | Ovídeo, o videomaker / Adão |
| Roberta Foster          | Eva                         |
| Thais Müller            | Duda                        |
| Viviane Araújo          | Tetê                        |
| Cecil Thiré             | Chefe                       |
| Rodrigo Fagundes        | Patrick                     |
| Anselmo Vasconcelos     | Dionísio                    |
| Alexandre Sherman       | Argentino                   |

### Temporada 2006
| Ator / Atriz         | Personagem         |
| -------------------- | ------------------ |
| Nelson Freitas       | Leozinho / Adão    |
| Maria Clara Gueiros  | Márcia             |
| Welder Rodrigues     | Jajá               |
| Adriana Nunes        | Juju               |
| Alexandra Richter    | Elza               |
| Luís Salém           | Agadir             |
| Nair Bello           | Santinha           |
| Elias Gleizer        | Genário            |
| Carvalhinho          | Vários personagens |
| Lolita Rodrigues     | Ornela             |
| Paulo Silvino        | Severino           |
| Felipe Wagner        | Seu Olegário       |
| Maria Cristina Gatti | Margot             |
| Vanessa Klein        | Shineidi           |
| Roberta Foster       | Eva                |
| Agildo Ribeiro       | Babaluf            |
| André Damasceno      | Lula               |
| Ana Ribeiro          | Dani Tapa Buraco   |
| Patricia Pinho       | Mina Gretchen      |
| Bernardo Jablonski   | Aderbal            |
| Mariana Santos       | Dirce              |
| Milton Gonçalves     | Campelo            |
| Marcos Wainberg      | Diretor Sherman    |
| Romeu Evaristo       | Angolano           |
| Rodrigo Fagundes     | Patrick            |
| Anselmo Vasconcelos  | Dionísio           |
| Alexandre Sherman    | Argentino          |
| Thais Müller         | Duda               |
| Helga Nemeczyk       | Várias personagens |
| Fabiana Schunk       | Várias personagens |

### Temporada 2007
| Ator / Atriz          | Personagem           |
| --------------------- | -------------------- |
| Nair Bello            | Santinha             |
| Nelson Freitas        | Leozinho             |
| Tony Tornado          | Chicharnel           |
| Carmem Verônica       | Prima Rica           |
| Iara Jamra            | Prima Pobre          |
| Samantha Schmütz      | Júnia / Juninho Play |
| Fabiana Karla         | Drª Lorca            |
| Thais Müller          | Duda                 |
| Alice Borges          | Odete                |
| Stepan Nercessian     | Carlos Alberto       |
| Bernardo Castro Alves | Rodrigo              |
| Welder Rodrigues      | Jajá                 |
| Adriana Nunes         | Juju                 |
| Fábio Porchat         | Zé Maria / Vanderlei |
| Maria Clara Gueiros   | Márcia               |
| Mariana Hein          | Quitéria             |
| Mariana Santos        | Nadir                |
| Marcelo Mansfield     | Seu Banana           |
| Pedro Bismarck        | Nerso da Capitinga   |
| Fernando Caruso       | Vários personagens   |
| Agildo Ribeiro        | Babaluf / Chapinha   |
| Wendell Bendelack     | Xico Xicó            |
| Luís Salém            | Cancela / Bethânio   |
| Mário Tupinambá       | Deputado Baiano      |
| Mirian Martins        | Rosinha              |
| Alexandre Régis       | Edgar                |
| Renato Rabello        | Edu                  |

### Temporada 2008
| Ator / Atriz        | Personagem                             |
| ------------------- | -------------------------------------- |
| Fabiana Karla       | Dra. Lorca / Gislaine                  |
| Agildo Ribeiro      | Chapinha                               |
| Paulo Silvino       | Severino / Lobichomem                  |
| Pedro Bismarck      | Nerso da Capitinga                     |
| Katiuscia Canoro    | Lady Kate                              |
| Leandro Hassum      | Jorginho / Português / DJ Gogó de Ouro |
| Marcius Melhem      | Pedrão / Glauber                       |
| Mariana Santos      | Suzy Love                              |
| Welder Rodrigues    | Jajá                                   |
| Adriana Nunes       | Juju                                   |
| Romeu Evaristo      | Angolano                               |
| Rodrigo Fagundes    | Patrick                                |
| Dig Dutra           | Maria da Abadia                        |
| Jone Brabo          | Brutão                                 |
| Samantha Schmütz    | Júnia / Juninho Play / Leonina Borges  |
| Carine Klimeck      | Madame Klimeck                         |
| Jovane Nunes        | Zeca Pimenteira                        |
| Stepan Nercessian   | Carlos Alberto                         |
| Luís Salém          | Bethânio                               |
| Mário Tupinambá     | Deputado Baiano                        |
| Mirian Martins      | Rosinha                                |
| Desirée de Oliveira | Carolaine                              |
| Renato Rabello      | Edu                                    |
| Nizo Neto           | Vários personagens                     |
| Roberto Guilherme   | Vários personagens                     |
| Daniel Barcellos    | Vários personagens                     |

### Temporada 2009
| Ator / Atriz        | Personagem                                     |
| ------------------- | ---------------------------------------------- |
| Katiuscia Canoro    | Lady Kate / Caroline                           |
| Caike Luna          | Cleitom                                        |
| Samantha Schmütz    | Júnia / Juninho Play / Leonina Borges / Marina |
| Carine Klimeck      | Madame Klimeck                                 |
| Jovane Nunes        | Zeca Pimenteira                                |
| Leandro Hassum      | Delegado Valente / Kleber Santini              |
| Eliezer Motta       | Delegado Ademar                                |
| Antônio Pedro       | Rodrigo Morte                                  |
| Alexandre Zacchia   | Vários personagens                             |
| Pedro Farah         | Vários personagens                             |
| Marcos Wainberg     | Vários personagens                             |
| Fernando Caruso     | Vários personagens                             |
| Christiana Pompeo   | Várias personagens                             |
| Christina Rodrigues | Várias personagens                             |
| Luciana Picorelli   | Várias personagens                             |
| Theresa Amayo       | Várias personagens                             |
| Claudia Rodrigues   | Ofélia                                         |
| Lúcio Mauro         | Fernandinho / Da Júlia                         |
| Chico Anysio        | Alberto Roberto                                |
| Paulo Silvino       | Teseu / Lobichomem / Cruzoelson                |
| Agildo Ribeiro      | Don Gorgonzola / Chapinha                      |
| Ataíde Arcoverde    | Salsichão                                      |
| Romeu Evaristo      | Angolano                                       |
| Pedro Bismarck      | Nerso da Capitinga                             |
| Dinorah Marzullo    | Dona Giovanna                                  |
| Dig Dutra           | Maria de Abadia                                |
| Marcos Veras        | Frescone / Soluço                              |
| Wagner Trindade     | Gabriel                                        |
| Diogo Portugal      | Elvisley                                       |
| Simone Gutierrez    | Amélia Santini                                 |
| Anselmo Vasconcelos | Pedro                                          |
| Ricardo Graça Mello | Fetucchini                                     |
| Mário Faini         | Avantagione                                    |
| Lucas Domso         | Calabresa                                      |
| Mirian Martins      | Rosinha                                        |
| Raphael Molina      | Délio                                          |
| João Antonio        | Togheter                                       |
| Desirée de Oliveira | Carolaine                                      |
| Giselle Ingrid      | Serena                                         |
| Renato Rabello      | Edu                                            |

### Temporada 2010
| Ator / Atriz        | Personagem                                          |
| ------------------- | --------------------------------------------------- |
| Andy Gercker        | Celinho                                             |
| Rodrigo Sant'Anna   | Admilson                                            |
| Thalita Carauta     | Clarete                                             |
| Katiuscia Canoro    | Lady Kate / Katelucia / Caroline                    |
| Caike Luna          | Kleitom                                             |
| Fabiana Karla       | Mortuália                                           |
| Samantha Schmütz    | Júnia / Juninho Play / Leonina Borges / Marina      |
| Carine Klimeck      | Madame Klimeck / Vampirueta                         |
| Renato Rabello      | Edu / Dunga                                         |
| Leandro Hassum      | Kleber Santini / Seu Saraiva / Maradona / Minerador |
| Simone Gutierrez    | Amélia Santini                                      |
| Paulo Silvino       | Severino / Lobichomem / Cruzoelson                  |
| Marcos Wainberg     | Diretor Sherman                                     |
| Ataíde Arcoverde    | Salsichão / Monstro da Lagoa                        |
| Luiz Magnelli       | Vários personagens                                  |
| Aramis Trindade     | Vários personagens                                  |
| Alexandre Régis     | Vários personagens                                  |
| Filipe Pontes       | Vários personagens                                  |
| Alcione Mazzeo      | Várias personagens                                  |
| Fabiana Schunk      | Várias personagens                                  |
| Luciana Picorelli   | Várias personagens                                  |
| Chico Anysio        | Alberto Roberto / Justo Veríssimo / Bento Carneiro  |
| Nizo Neto           | Cadelo / Político                                   |
| Lug de Paula        | Calunga                                             |
| Luís Carlos Miele   | Conde Drácula                                       |
| Orlando Drummond    | Vamperu                                             |
| Romeu Evaristo      | Vamgolano                                           |
| Beth Raposo         | Rainha Diaba                                        |
| Desirée de Oliveira | Carolaine                                           |
| Christiana Pompeo   | Carolina                                            |
| Helga Nemeczyk      | Dadá                                                |
| Nelson Freitas      | Viajante do Futuro / Dodó                           |
| David Pinheiro      | Nosferatu                                           |
| Marcos Veras        | Soluço                                              |
| Ricardo Graça Mello | Gustavo                                             |
| André Lucas         | Funério                                             |
| Paulo Duplex        | Vampaulão                                           |
| Christina Rodrigues | Érica                                               |
| Raphael Molina      | Délio                                               |
| Wagner Trindade     | Gabriel                                             |
| Giselle Ingrid      | Serena                                              |
| Guiga Ferreira      | Da Boina / Demétrio                                 |

### Temporada 2011
| Ator / Atriz         | Personagem                                                      |
| -------------------- | --------------------------------------------------------------- |
| Rodrigo Sant'Anna    | Valéria / Valdemar / Admilson                                   |
| Thalita Carauta      | Janete / Clarete                                                |
| Katiuscia Canoro     | Lady Kate / Katelucia / Caroline                                |
| Caike Luna           | Cleitom                                                         |
| Samantha Schmütz     | Júnia / Juninho Play / Leonina Borges / Mulher Caxumba / Marina |
| Marcos Veras         | Soluço / Jonas                                                  |
| Fabiana Karla        | Lucicreide / Dil Maquinista                                     |
| Nelson Freitas       | Carretel / Dodó                                                 |
| Helga Nemeczyk       | Dadá                                                            |
| Pedro Bismarck       | Nerso da Capitinga / Seu Feliciano                              |
| David Pinheiro       | Ombro Amigo                                                     |
| Claudia Rodrigues    | Ofélia                                                          |
| Lúcio Mauro          | Fernandinho                                                     |
| Chico Anysio         | Salomé / Professor Raimundo                                     |
| Orlando Drummond     | Seu Peru                                                        |
| Paulo Silvino        | Severino / Queromeu                                             |
| Agildo Ribeiro       | Muhammad al Gaddafi                                             |
| Nizo Neto            | Repórter                                                        |
| Tony Tornado         | Vasenildo                                                       |
| Milton Gonçalves     | Articulino                                                      |
| Mariana Santos       | Catarina                                                        |
| Marcos Wainberg      | Oswaldo                                                         |
| Maria Cristina Gatti | Ismênia                                                         |
| Carine Klimeck       | Madame Klimeck                                                  |
| André Damasceno      | Lula                                                            |
| Risa Landau          | Dona Marisa                                                     |
| Ricardo Graça Mello  | Gustavo                                                         |
| Bernardo Jablonski   | Contador do Lula                                                |
| Helena Werneck       | Helena                                                          |
| Wagner Trindade      | Gabriel                                                         |
| Rui Rezende          | Passageiro do Metrô Zorra Brazil                                |
| Aramis Trindade      | Vários personagens                                              |
| Luiz Magnelli        | Vários personagens                                              |
| Roberto Guilherme    | Vários personagens                                              |
| João Carlos Barroso  | Vários personagens                                              |
| Maurício Cunha       | Vários personagens                                              |
| Alcione Mazzeo       | Várias personagens                                              |
| Theresa Amayo        | Várias personagens                                              |
| Drika Mattos         | Várias personagens                                              |
| Jefferson Schroeder  | Darci                                                           |
| Luciana Picorelli    | Soraia                                                          |
| Christina Rodrigues  | Érica                                                           |
| Raphael Molina       | Délio                                                           |
| Guiga Ferreira       | Da Boina / Demétrio                                             |

### Temporada 2012
| Ator / Atriz        | Personagem                  |
| ------------------- | --------------------------- |
| Rodrigo Sant' Anna  | Valéria Vasquez/ Valdemar   |
| Rodrigo Sant' Anna  | Admilson                    |
| Rodrigo Sant' Anna  | Adelaide                    |
| Rodrigo Sant' Anna  | Jurandir                    |
| Rodrigo Sant' Anna  | Valéria Recheiene           |
| Thalita Carauta     | Janete                      |
| Thalita Carauta     | Nomealda                    |
| Thalita Carauta     | Clarete                     |
| Thalita Carauta     | Santinha                    |
| Thalita Carauta     | Janete Tisunami             |
| Isabelle Marques    | Briti Sprite                |
| Isabelle Marques    | Lidiane                     |
| Samantha Schmütz    | Júnia / Juninho Play        |
| Samantha Schmütz    | Leonina Borges              |
| Samantha Schmütz    | Marina                      |
| Samantha Schmütz    | Mulher Caxumba              |
| Samantha Schmütz    | Pina                        |
| Fabiana Karla       | Dil Maquinista              |
| Fabiana Karla       | Lucicreide                  |
| Fabiana Karla       | Fabi Amianto                |
| Katiuscia Canoro    | Lady Kate                   |
| Katiuscia Canoro    | Katelúcia                   |
| Katiuscia Canoro    | Caroline                    |
| Caike Luna          | Índia Tapioca               |
| Caike Luna          | Cleitom                     |
| Caike Luna          | Maria Ventânia              |
| Marcos Veras        | Várias Paródias de Cantores |
| Marcos Veras        | Cidra                       |
| Marcos Veras        | Danibelo                    |
| Marcos Veras        | Jonas                       |
| Marcos Veras        | Soluço                      |
| Mariana Santos      | Tetê PM                     |
| Ataíde Arcoverde    | Salsichona                  |
| Renato Rabelo       | Roceira                     |
| Renato Rabelo       | Juju Santos                 |
| Claudia Rodrigues   | Sirene                      |
| Claudia Rodrigues   | Ofelia                      |
| Paulo Silvino       | Severino                    |
| Paulo Silvino       | Queromeu                    |
| Agildo Ribeiro      | Muhammad al Gaddafi         |
| Tony Tornado        | Vasenildo                   |
| Milton Gonçalves    | Articulino                  |
| Milton Gonçalves    | Trabalhador                 |
| Lúcio Mauro         | Ataliba                     |
| Helga Nemeczyk      | Totosa                      |
| Marcio Meneghell    | Cláudinho                   |
| Desirée de Oliveira | Carolaine                   |
| Aramis Trindade     | Empé                        |
| David Pinheiro      | Ombro Amigo                 |
| Helena Werneck      | Helena                      |
| Alice Borges        | Solange                     |
| Anderson Oliveira   | Robô Jim                    |
| Filipe Pontes       | Turcão                      |
| Juliana Guimarães   | Norminha                    |
| Daniel Kallon       | Fortinho                    |
| Kátia Moraes        | Fernandinha                 |
| Carine Klimeck      | Madame Klimeck              |
| Cristiana Pompeo    | Mariza Enchadão             |
| Cristiana Pompeo    | Cláudia Azeite              |
| Nizo Neto           | Naquibe                     |
| Romeu Evaristo      | Pinha                       |
| Romeu Evaristo      | Angolinos Brown             |
| Jefferson Schroeder | Darci                       |
| Jefferson Schroeder | Quiabo Leifert              |
| José Santa Cruz     | Gumercindo                  |
| João Carlos Barroso | Sampaio                     |
| Felipe Wagner       | Figueira                    |
| Wagner Trindade     | Gabriel                     |
| Bernardo Felinto    | Fiscal do Metrô             |
| Cláudio Andrade     | Vários personagens          |
| Rodney Pereira      | Vários personagens          |
| Fabiana Schunk      | Várias personagens          |
| Karla Klemente      | Várias personagens          |
| Christina Rodrigues | Érica                       |
| Raphael Molina      | Délio                       |
| Luciana Picorelli   | Soraia                      |

### Temporada 2013
| Ator / Atriz        | Personagem                 |
| ------------------- | -------------------------- |
| Rodrigo Sant' Anna  | Valéria Vasquez/ Valdemar  |
| Rodrigo Sant' Anna  | Moacir                     |
| Rodrigo Sant' Anna  | Admilson                   |
| Rodrigo Sant' Anna  | Adelaide                   |
| Thalita Carauta     | Janete                     |
| Thalita Carauta     | Nomealda                   |
| Thalita Carauta     | Clarete                    |
| Isabelle Marques    | Briti Sprite               |
| Isabelle Marques    | Lidiane                    |
| Isabelle Marques    | Marilene                   |
| Katiuscia Canoro    | Lady Kate                  |
| Katiuscia Canoro    | Katelucia                  |
| Katiuscia Canoro    | Umbelinda                  |
| Mariana Santos      | Tetê PM                    |
| Mariana Santos      | Regina Lúcia               |
| Mariana Santos      | Mozinha                    |
| Paulo Silvino       | Severino                   |
| Paulo Silvino       | Queromeu                   |
| Agildo Ribeiro      | Aquiles Arquelau           |
| Tony Tornado        | Vasenildo                  |
| Pedro Bismarck      | Nerso da Capitinga         |
| Fabiana Karla       | Lucicreide                 |
| Fabiana Karla       | Dil Maquinista             |
| Nelson Freitas      | Carretel                   |
| Claudia Rodrigues   | Ofélia                     |
| Romeu Evaristo      | Angolano                   |
| Gustavo Mendes      | Dilma                      |
| Gustavo Mendes      | Mãe De Nah                 |
| Filipe Pontes       | Plim Plínio                |
| Filipe Pontes       | Paródia de vários artistas |
| Ataíde Arcoverde    | Salsichão                  |
| André Damasceno     | Lula                       |
| Aramis Trindade     | Empé                       |
| Eri Johnson         | Eri                        |
| Nizo Neto           | Rochinha (voz)             |
| Nizo Neto           | Cartolinha (voz)           |
| Gabriel Louchard    | Mister Z                   |
| David Pinheiro      | Ombro Amigo                |
| Orlando Drummond    | Seu Peru                   |
| Anselmo Vasconcelos | Totonho                    |
| Anderson Oliveira   | Robô Jim                   |
| Alexandre Sherman   | Argentino                  |
| Christiana Pompeo   | Socorro                    |
| Tadeu Mello         | Solteirão                  |
| Marcos Veras        | Jonas                      |
| Marcos Veras        | Amigo de Totonho           |
| Marcos Wainberg     | Apresentador do Strip Quiz |
| Fernando Ceylão     | Márcio Flávio              |
| Felipe Wagner       | Figueira                   |
| Paulo Mathias Jr.   | Porteiro do Zorra City     |
| Paulo Mathias Jr.   | Caipira                    |
| Pedro Farah         | Múmia Paralítica           |
| João Carlos Barroso | Vários personagens         |
| Roberto Guilherme   | Vários personagens         |
| Antônio Pedro       | Vários personagens         |
| Maurício Cunha      | Vários personagens         |
| Claudio Andrade     | Vários personagens         |
| Rodney Pereira      | Vários personagens         |
| Alcione Mazzeo      | Várias personagens         |
| Theresa Amayo       | Várias personagens         |
| Fabiana Schunk      | Várias personagens         |
| Desirée de Oliveira | Várias personagens         |
| Karla Klemente      | Várias personagens         |
| Carine Klimeck      | Carla                      |
| Carol Martin        | Galine                     |

### Temporada 2014 – 2015
| Ator / Atriz        | Personagem                               |
| ------------------- | ---------------------------------------- |
| Rodrigo Sant' Anna  | Valéria Vasquez/ Valdemar                |
| Rodrigo Sant' Anna  | Pop                                      |
| Rodrigo Sant' Anna  | Admilson                                 |
| Rodrigo Sant' Anna  | Adelaide                                 |
| Rodrigo Sant' Anna  | Soninha Sapatão                          |
| Michel Santa Rosa   | Brad                                     |
| Tixana Willis       | Maria Joana Berlim                       |
| Aline Peixoto       | Maria Joana Berlim                       |
| Thalita Carauta     | Janete                                   |
| Thalita Carauta     | Nomealda                                 |
| Thalita Carauta     | Clarete                                  |
| Katiuscia Canoro    | Umbelinda                                |
| Katiuscia Canoro    | Kate Lúcia                               |
| Katiuscia Canoro    | Beiradinha                               |
| Livya de Paula      | Várias personagens                       |
| Paulo Silvino       | Severino                                 |
| Paulo Silvino       | Pai Turíbio                              |
| Pedro Bismarck      | Nerso da Capitinga                       |
| Fabiana Karla       | Lucicreide                               |
| Isabelle Marques    | Briti Sprite                             |
| Rodrigo Fagundes    | Patrick                                  |
| Romeu Evaristo      | Angolano                                 |
| Filipe Pontes       | Plim Plínio                              |
| Filipe Pontes       | Vários personagens                       |
| Nelson Freitas      | Carretel                                 |
| David Pinheiro      | Ombro Amigo                              |
| Flávia Reis         | Fernanda                                 |
| Caike Luna          | Zé Rodela                                |
| Mariana Santos      | Mônica                                   |
| Mariana Santos      | Tetê PM                                  |
| Tadeu Mello         | Solteirão                                |
| Fabiana Schunk      | Miriam                                   |
| Paulo Mathias Jr.   | Hércules                                 |
| Isaac Bardavid      | Dr. Felizberto                           |
| Iara Jamra          | Passageira do Ônibus                     |
| Luís Salém          | Xangô da Moca                            |
| Helga Nemeczyk      | Luma (inicialmente ajudante de Hércules) |
| Helga Nemeczyk      | Ana Gisela de Albuquerque Figueiroa      |
| Karina Dohme        | Marilu de Almeida Nóbrega                |
| Marco Barretho      | Maresia                                  |
| Raphael Véles       | Brisa                                    |
| Joel Vieira         | Aluno da Professora Valéria              |
| Aramis Trindade     | Empé                                     |
| Alexandre Sherman   | Argentino                                |
| André Silveira      | Cleosvaldo                               |
| Carlos Fonte Boa    | Ênio                                     |
| Carlos Fonte Boa    | Eurico                                   |
| Christiana Pompeo   | Socorro                                  |
| Daniel Barcelos     | Mendigo                                  |
| João Carlos Barroso | Vários personagens                       |
| José Santa Cruz     | Vários personagens                       |
| Roberto Guilherme   | Vários personagens                       |
| Anselmo Vasconcelos | Vários personagens                       |
| Marcos Wainberg     | Vários personagens                       |
| Gabriel Louchard    | Vários personagens                       |
| Nizo Neto           | Vários personagens                       |
| Claudio Andrade     | Vários personagens                       |
| Evaldo Macarrão     | Vários personagens                       |
| Renato Rabello      | Vários personagens                       |
| Alcione Mazzeo      | Várias personagens                       |
| Theresa Amayo       | Várias personagens                       |
| Carine Klimeck      | Várias personagens                       |
| Andrey Lopes        | Robério                                  |
| Apenas Citada       | Professora Rose                          |

## Galeria

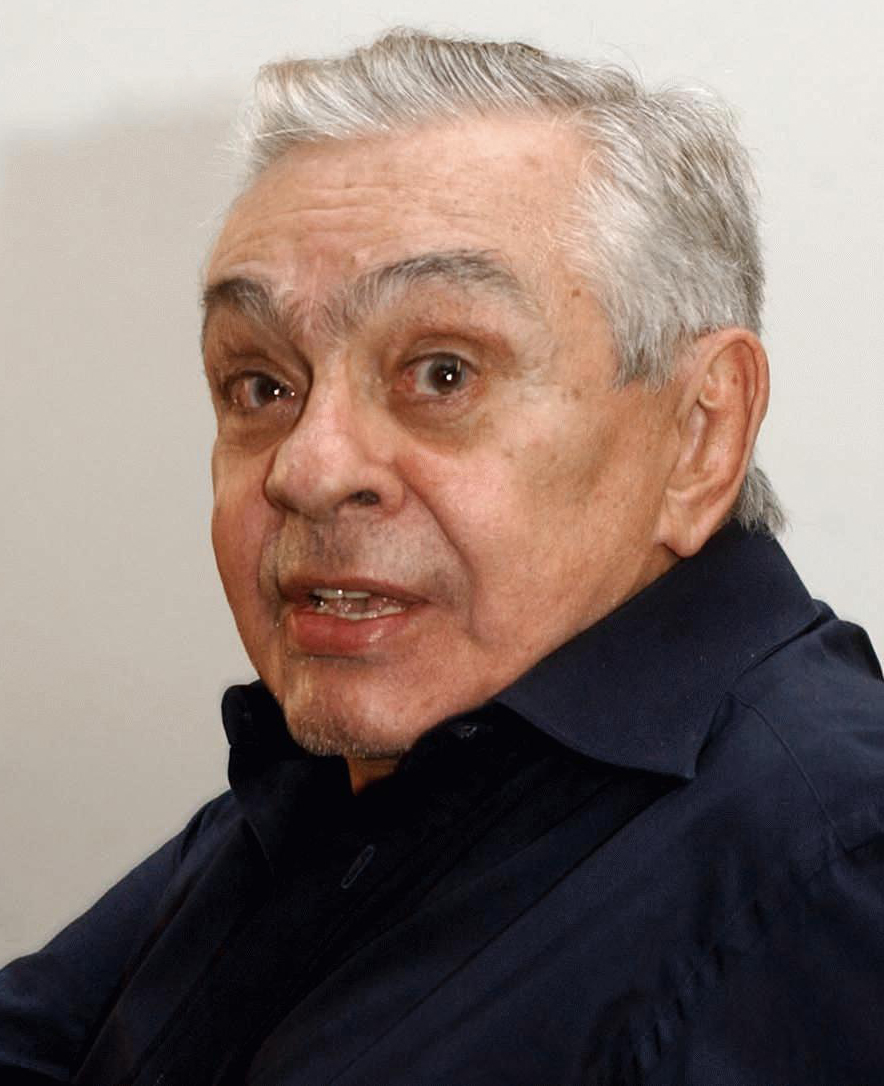
Chico Anysio Professor Raimundo/Alberto Roberto
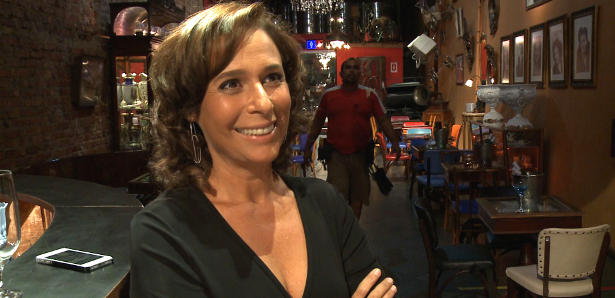
Andréa Beltrão Garota TPM
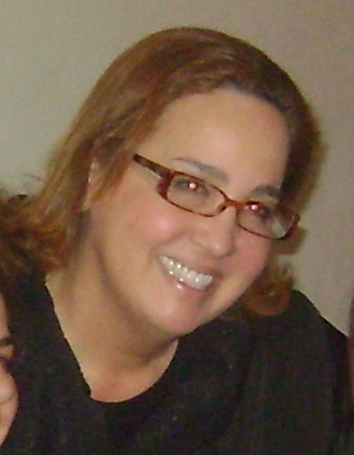
Cláudia Jimenez Glorinha
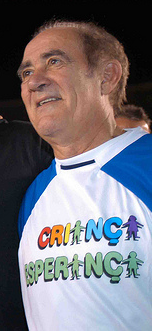
Renato Aragão Didi Mocó
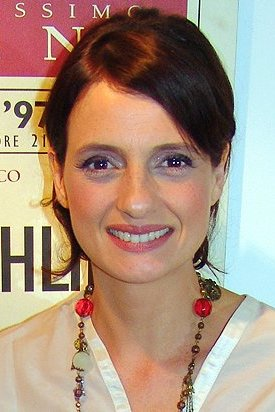
Denise Fraga Interpretou Vários Personagens
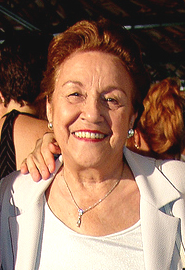
Nair Bello Santinha
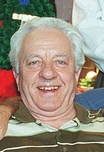
Rogério Cardoso Rolando Lero/Epitáfio
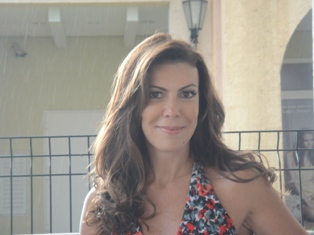
Cláudia Lira Maria Aparecida
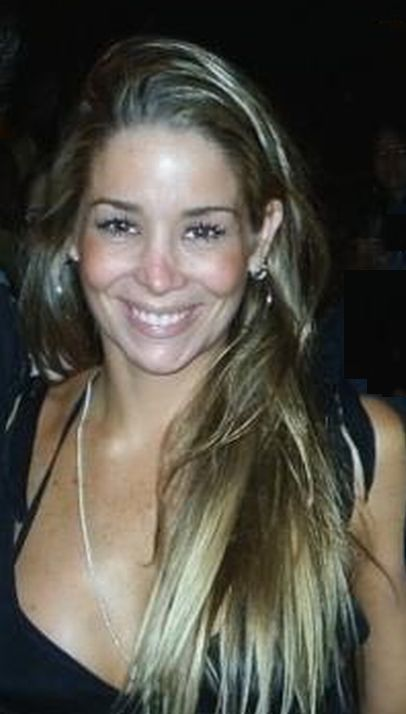
Danielle Winits Maria Pia
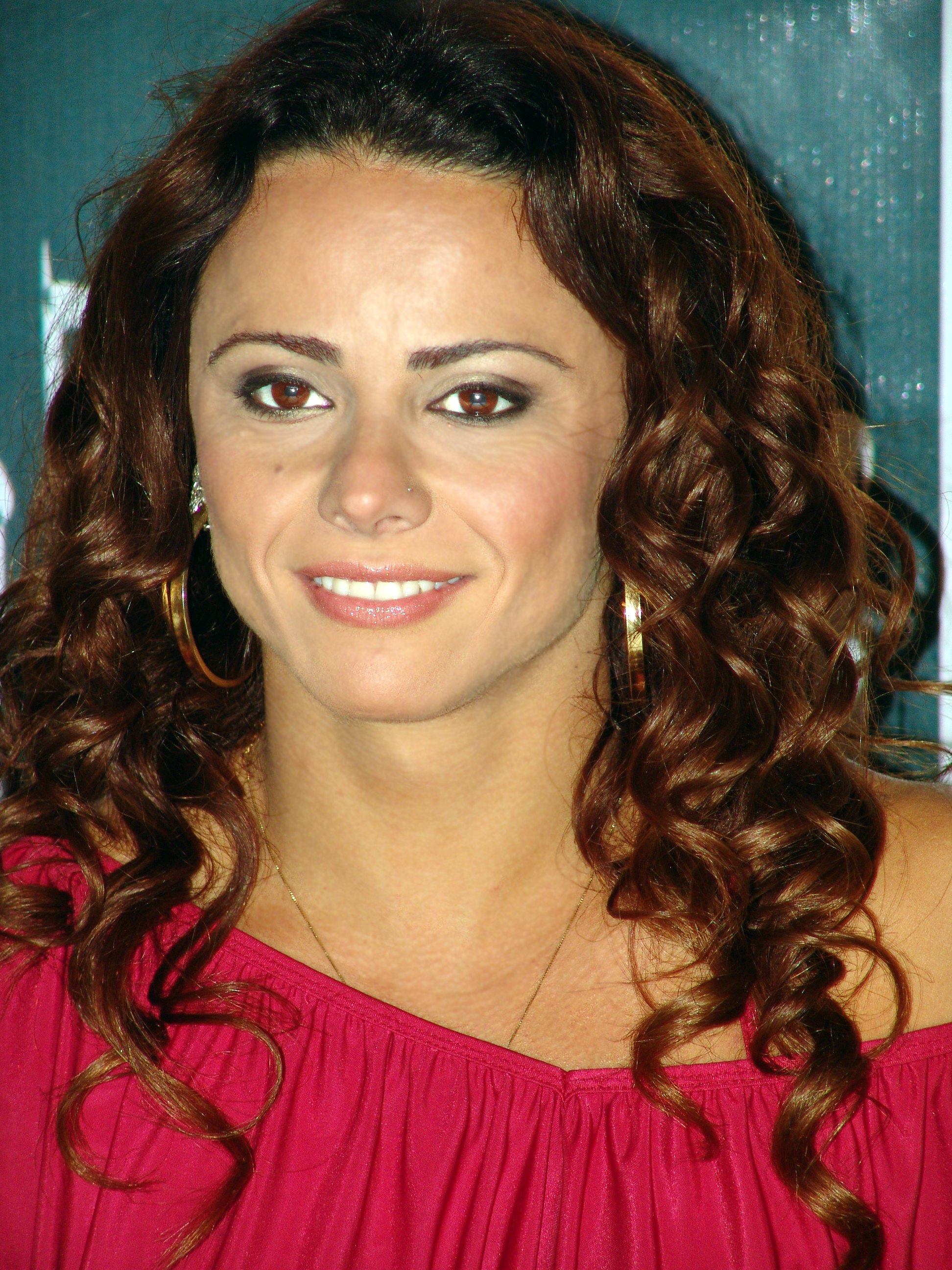
Viviane Araújo Rosinha
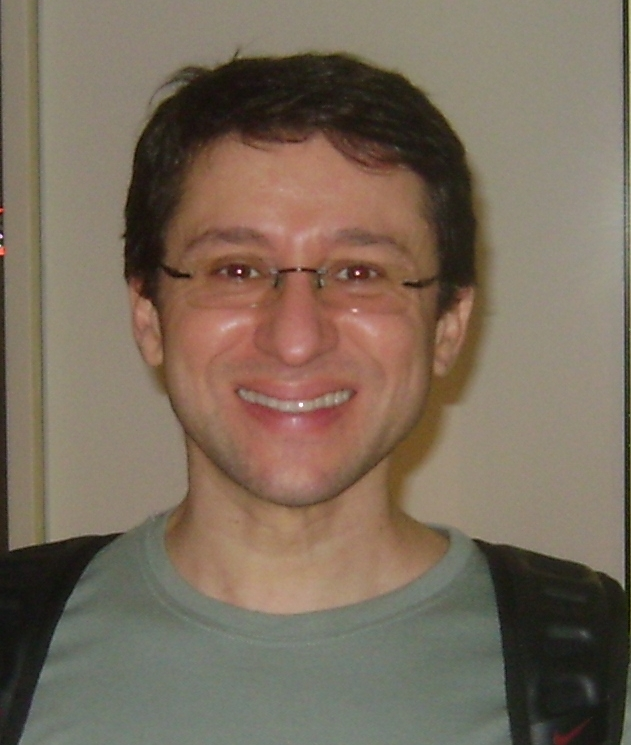
Tadeu Mello Solteirão
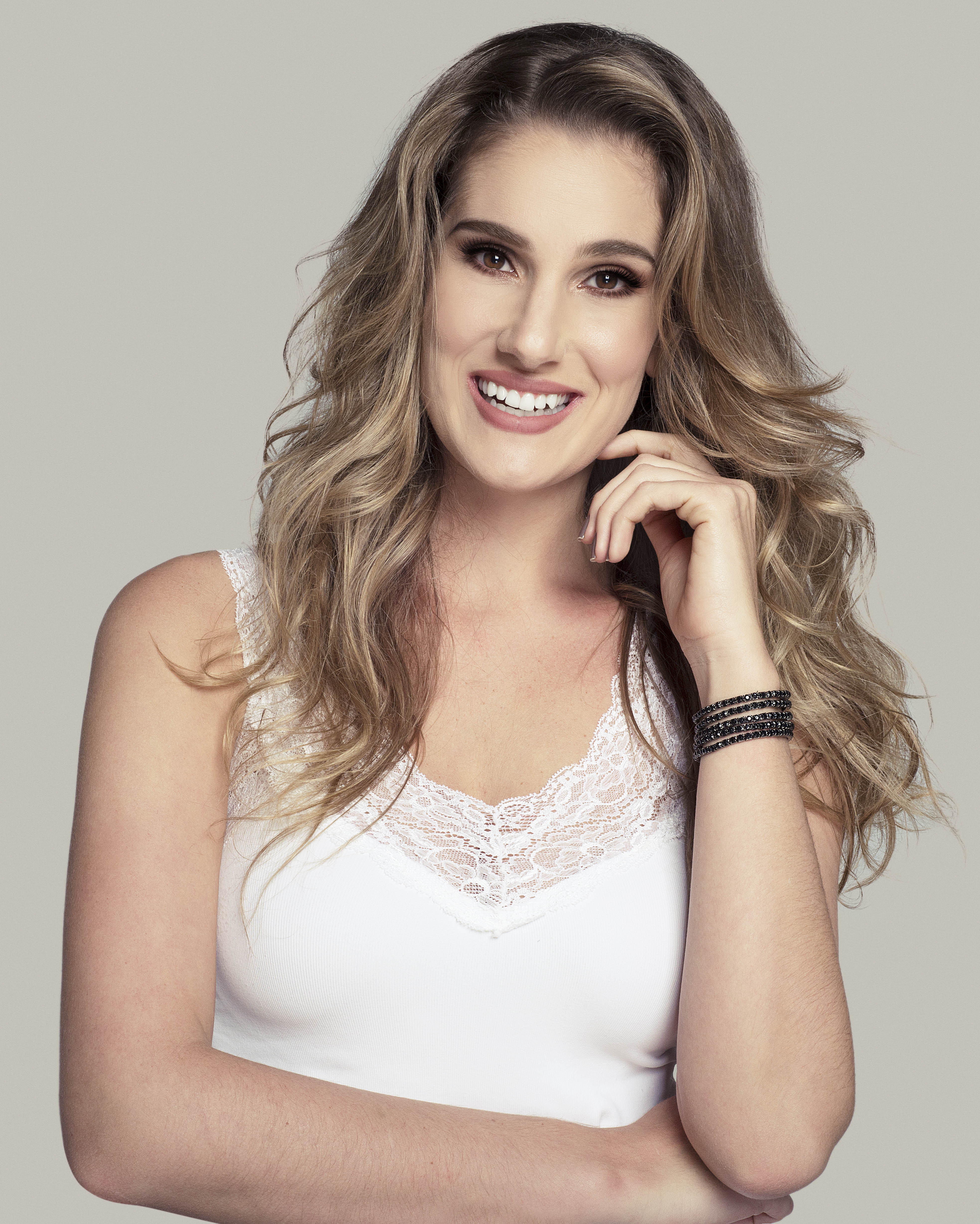
Karina Dohme Marilu
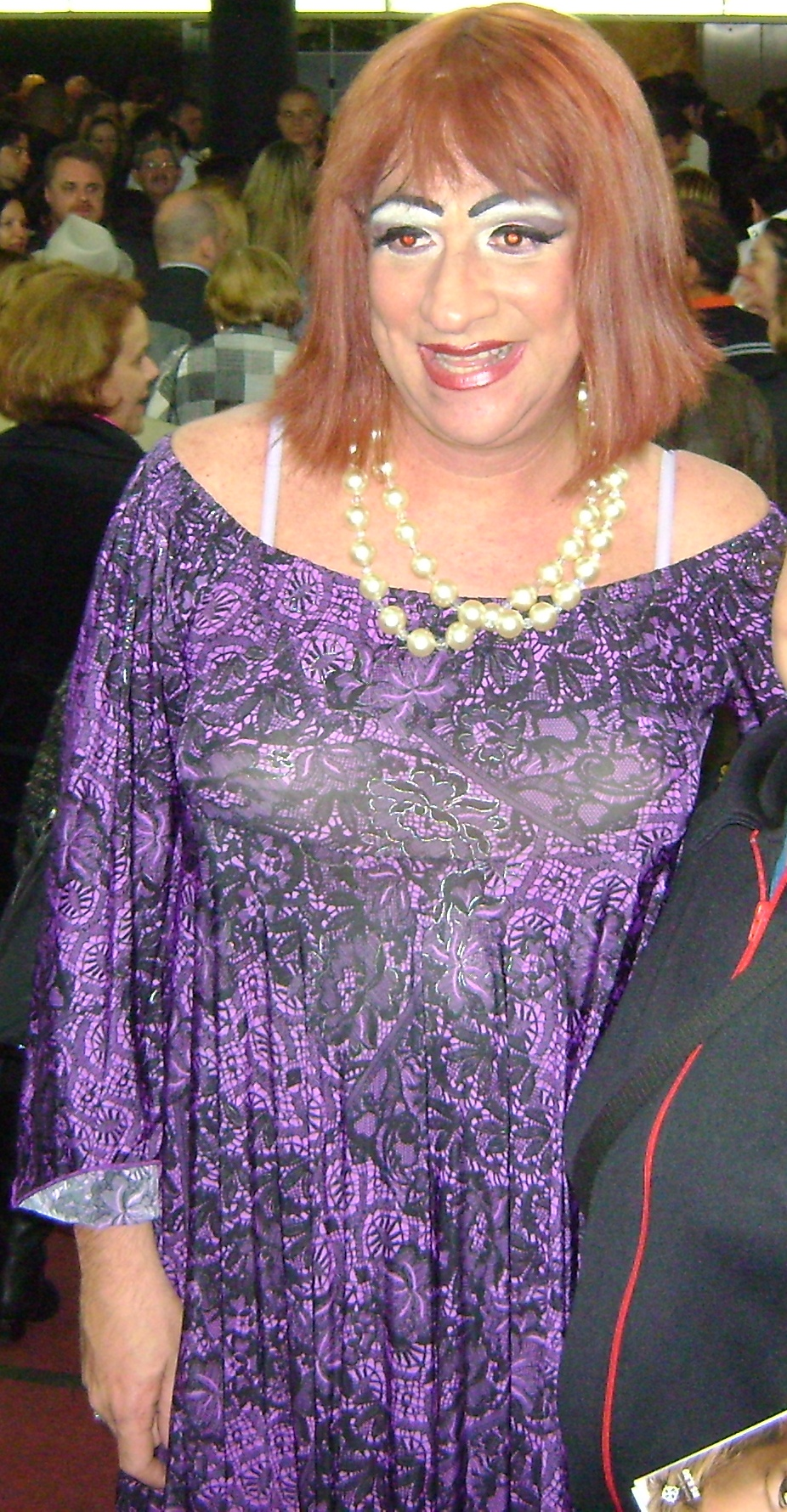
Luís Salém Xangô da Moca
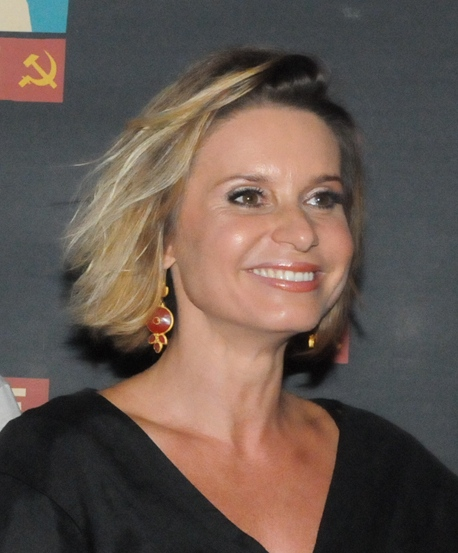
Paula Burlamaqui Maria de Fátima
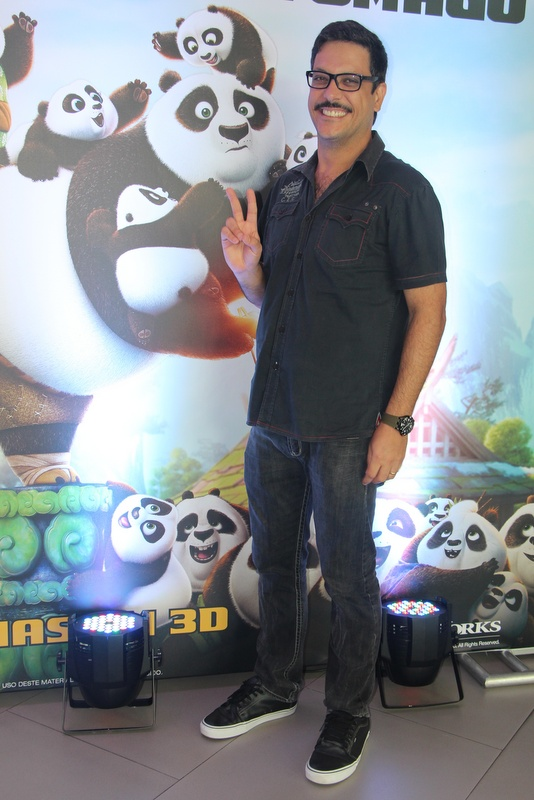
Lucio Mauro Filho Alfredinho

## Recepção

### Críticas
O programa foi alvo de críticas desde a sua estreia em 1999. Com um humor considerado chulo e popularesco, a maioria dos quadros do programa retrata estereótipos polêmicos acerca da raça e orientação sexual ou religiosa das personagens, com um estilo considerado particularmente apelativo e ofensivo pelos críticos.
Fãs da Selena Gomez que ficaram a favor da campanha da atriz Zoë Saldaña resgataram uma cena de blackface da intérprete Fernanda Torres no Zorra Total em 2008, com o intuito de prejudicar a campanha da atriz brasileira no Oscar pelo filme Ainda Estou Aqui (2024). Fernanda Torres pediu desculpas após a cena se tornar viral.

### Prêmios e indicações
| Ano  | Prêmio                        | Categoria                          | Indicado         | Resultado | Ref.   |
| ---- | ----------------------------- | ---------------------------------- | ---------------- | --------- | ------ |
| 2009 | Prêmio Contigo! de TV de 2009 | Melhor Atriz Cômica ou Humorística | Katiuscia Canoro | Venceu    | [ 28 ] |
| 2009 | Prêmio Contigo! de TV de 2009 | Melhor Ator Cômico ou Humorístico  | Marcius Melhem   | Indicado  | [ 28 ] |

- O Personagem Severino está em primeiro lugar na lembrança das personagens mais populares do humorístico Zorra Total segundo pesquisa do IBOPE a pedido da Rede Globo.